# Murray Perahia
Murray Perahia KBE (Nova Iorque, 19 de abril de 1947) é um pianista concertista norte-americano. É também um respeitado maestro. Suas gravações são caracterizadas por uma consistente qualidade de som, técnica e interpretação e uma cuidadosa atenção com os detalhes dinâmicos e estilísticos.